# Wätzumer Tonkuhle
Die Wätzumer Tonkuhle ist ein Naturschutzgebiet in der niedersächsischen Gemeinde Algermissen im Landkreis Hildesheim.
Das Naturschutzgebiet mit dem Kennzeichen NSG HA 110 ist 10,5 Hektar groß. Das Gebiet steht seit dem 28. August 1986 unter Naturschutz. Zuständige untere Naturschutzbehörde ist der Landkreis Hildesheim.
Das Naturschutzgebiet liegt südöstlich von Hannover zwischen Algermissen und Wätzum, einem Ortsteil von Algermissen. Es stellt eine aufgelassene Tongrube mit zwei Teichen und den daran anschließenden Uferbereichen mit Verlandungszonen unter Schutz. Ein Teil des Gebietes wird extensiv beweidet.
Die ehemalige Tonkuhle liegt inmitten intensiv genutzter landwirtschaftlicher Nutzflächen. Sie stellt in dieser Landschaft ein wertvolles Rückzugsareal für bedrohte Tier- und Pflanzenarten dar. Über einen Brachstreifen entlang des Alpebachs ist das Naturschutzgebiet mit dem Teich an der Ziegelei am Nordrand von Algermissen verbunden.